# 終末もの

核戦争の恐怖は、文明の破滅への想像力をかきたてた

終末もの（しゅうまつもの）または黙示録もの（もくじろくもの）は、フィクションのサブジャンルの一つ。
大規模な戦争、大規模な自然災害、爆発的に流行する疫病、異星人による占領、機械生命体（人工頭脳など）による占領、あるいは超自然的な事象によって、文明や人類が「死に絶えるまで」を描くもの（黙示録もの、アポカリプス、Apocalyptic fiction）、あるいは文明や人類が「死に絶えた後」の世界を描くもの（黙示録後もの、ポスト・アポカリプス、Post-apocalyptic fiction）である。

## 概説

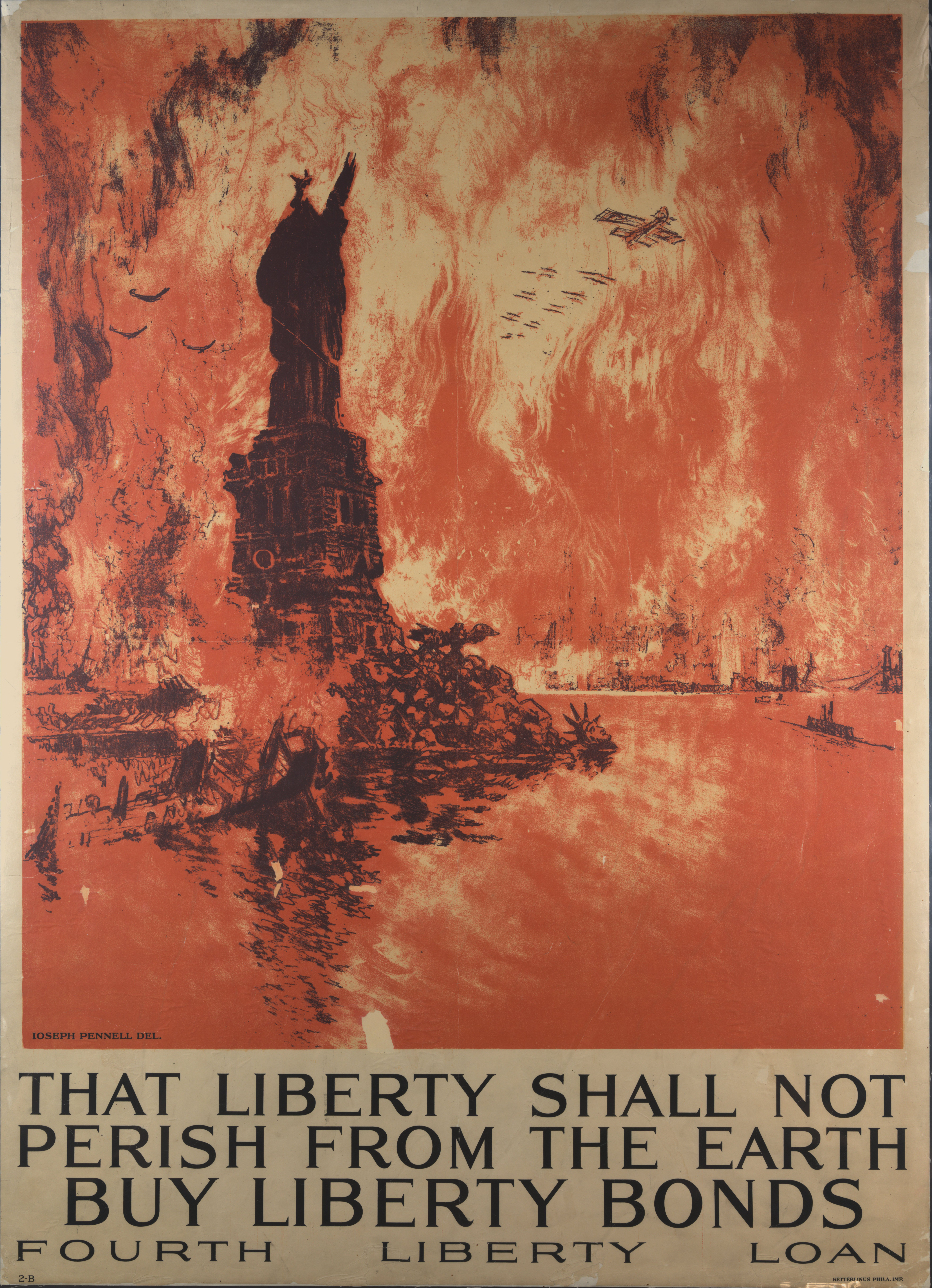
アメリカの画家ジョセフ・ペネルが1918年に描いた戦時国債・「自由公債」の購入を呼び掛けるポスター『自由の女神を地上から消してはならない』。敵軍の空襲で火炎地獄と化すニューヨークが描かれている。しかし第一次世界大戦時の航空機ではここまでの火災を起こす爆弾を積むことも大西洋を越えてくることもかなわなかったが、いずれこのような破滅的戦争が起きるだろうことを見る者に予感させた

一般的にはSFのサブジャンルとされるが、SF、ファンタジー、ホラーなどを包含する「スペキュレーティブ・フィクション」（speculative fiction、思弁小説、思索小説）というより大きなカテゴリを設け、終末ものをその一部とする論者もいる。
破滅もののフィクションは災害の最中あるいは直後を舞台とし、災害や戦争で都市や社会が破壊される様を描き、生存者の苦闘や心理に焦点をあてる。また災厄から遠い将来、現代の文明社会が完全に忘れられたか神話と化している時代を舞台とし、文明の後の社会や自然環境を構想しその世界に生きる人々を描くもの、あるいは地球の終末（ダイイング・アース）や宇宙自体の終末を描くものもある。こうしたフィクションにはハードSFに属するものもあるが、どちらかといえばファンタジーやある種のディストピアものなどにあたる作品もある。
終末もののジャンルは第二次世界大戦後、人類が核兵器を手にして地球規模の殺戮が現実味を帯び、社会が核戦争に関心を持つようになって、一気に人気を博するようになった。しかし文明の終末を描いた小説は少なくとも19世紀初頭、メアリー・シェリーが『最後の人間』（1826年）を著した時期には存在しており、19世紀の科学的知見の発達や産業革命などによるイギリス社会の激変を背景に、破滅・災害を描くフィクションや破滅後・終末の風景を描くフィクションが次々登場している。加えて、終末ものは数千年も前から存在してきたさまざまな終末論や終末を描いた神話などからも想像力を得ている。
こうしたフィクションには、それらが書かれた時代を覆う恐怖、社会の破滅への期待など様々な関心事が反映している。

## 終末・破滅のテーマの起源

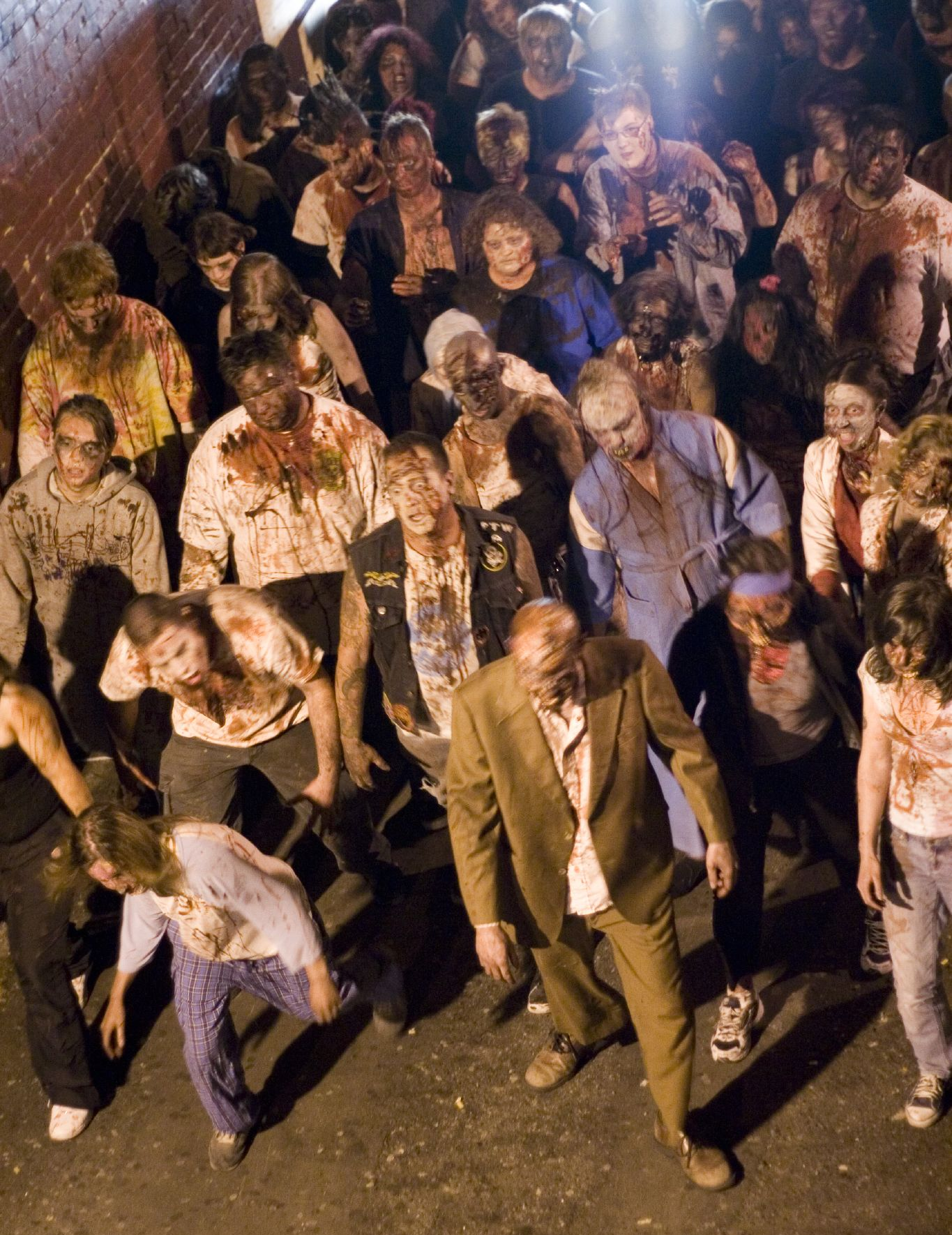
ゾンビも疫病や生物兵器などによる破滅ものの中にしばしば登場する

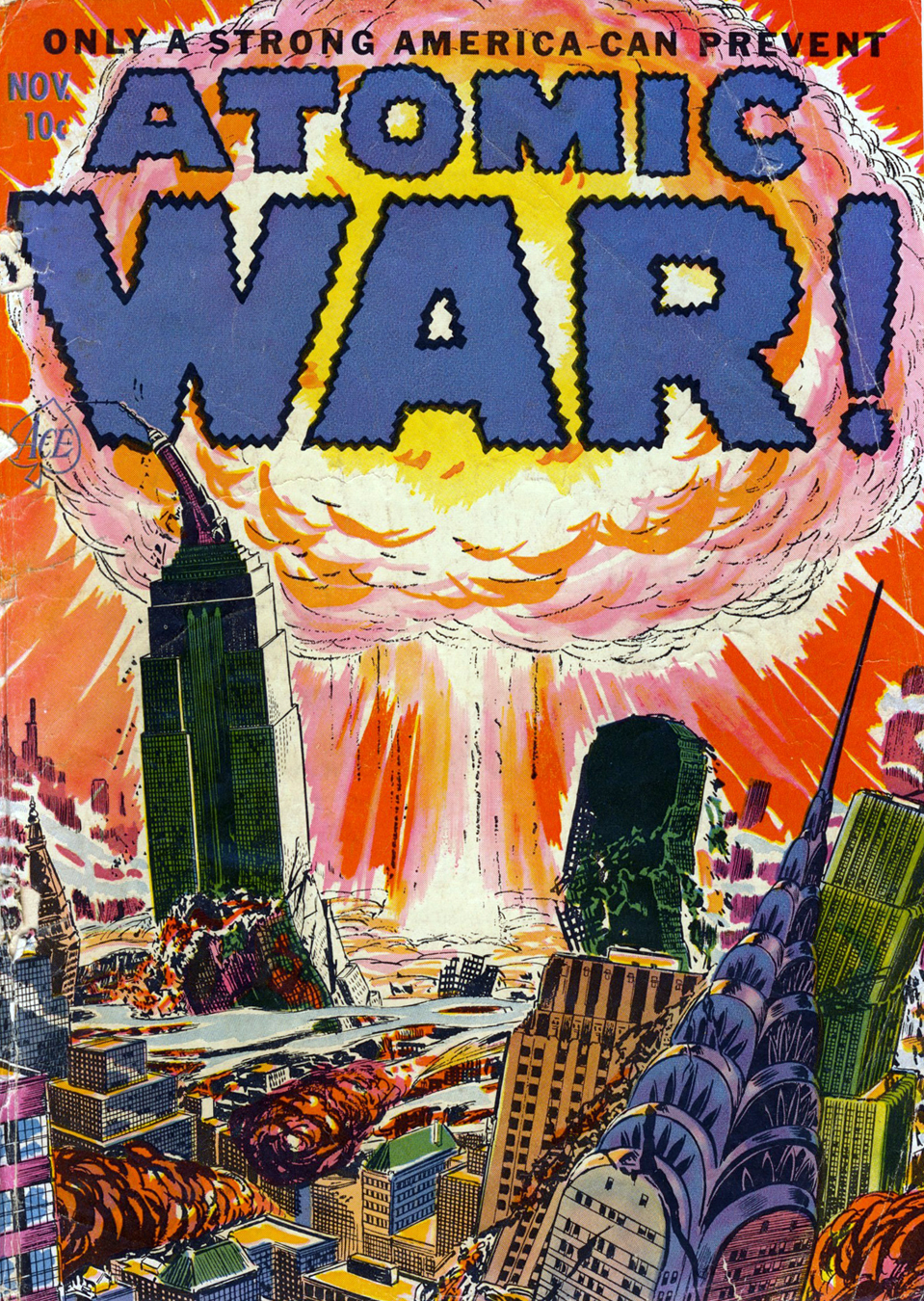
アメリカとソ連の核戦争を描いた1952年のアメリカのコミックブック、「Atomic War!」第1号

現代の終末ものフィクションの起源は、古代の黙示的文学にその起源を見ることができる。世界各地の神話や宗教には世界や人間社会の終わりを描写したもの、予言したものが多く存在する。
例えばユダ王国では、バビロン捕囚後に災厄や終末への志向があらわれ、預言者たちによる黙示文学にも終末に関する預言が登場した（特にダニエル書）。キリスト教が生まれる前後のローマ帝国のユダヤ属州においても、ローマ人に抑圧されるユダヤ人の間では終末に関する教えは関心が高く、キリスト教の勃興や教えにも影響を与えており、福音書の中ではイエス・キリスト自身も終末について述べている。
キリスト教がローマ帝国に広がった後も、キリスト教徒の間では、世の終わりの時にイエスが再臨するという思想が信仰の中枢にとどまり続けた。ローマ帝国後期の信仰や終末論は、キリスト教の終末論の形成に大きな影響を与えている。ローマ帝国後期にはさまざまな黙示的文学が登場するが、その中でもヨハネの黙示録は新約聖書に採り入れられたため今日でもよく知られており、西洋文明のなかの終末テーマの作品のほぼすべてに何らかの影響を与えている。当時書かれた黙示文学にはほかにも、ペトロの黙示録をはじめとする新約聖書に納められなかった外典の黙示録や、グノーシス主義の黙示録などがあり、ペトロの黙示録がダンテの『神曲』に影響を与えたように、聖書から除かれてもなお西洋社会に影響を与え続けた。
中世以降も、7世紀の『偽メトディウスの黙示録』（Apocalypse of Pseudo-Methodius）などのような黙示録的文学が書かれ、ユダヤ教やキリスト教の終末論をもとにイスラム教も新たな終末論を構築した。終末までのすべての教皇について書かれているとされる『聖マラキの預言』のようなものも登場しているが、これは中世ではなく16世紀の偽書とみなされている。13世紀には医者・科学者であり哲学者でもあったイブン・アン＝ナフィース（Ibn al-Nafis）がアラビア語で小説『Theologus Autodidactus』を著しているが、経験主義的科学を用いてイスラム終末論を説明したこの書が近代科学以前の最初のサイエンス・フィクションであり最初の破滅テーマのフィクションとも考えられている。
また旧約聖書創世記のノアとノアの方舟の物語は、古代世界に広く見られる「大洪水」神話の一つであり、腐敗した文明が大洪水で破滅する様や、新しい文明が破滅後に再建されるという希望を描いている。

## 近代の終末もの
近代以降の破滅ものフィクションの先鞭をつけたのは、イギリスのゴシック小説作家にして『フランケンシュタイン』の著者のメアリー・シェリーであった。1826年に出版した『最後の人間』では、疫病で人類が死に絶えた世界に生きる最後の1人が描かれている。この小説は終末ものというSFのサブジャンル最初の小説で、最初のサイエンス・フィクションとも評されるが、当時は酷評を浴びて忘却され、1960年代になってから再評価された。
リチャード・ジェフリーズの1885年の小説『After London』が、しばしば「最初の終末後フィクション」と評される。この小説でのイングランドは未知の災厄に突然襲われて無人化しており、わずかな生存者が中世のような生活を送っている。第一章は、未来の歴史家が文明の死とその後を解説したという設定の文章であり、自然がイングランドを元に復活していく様子が描写される。農地は森に覆われて家畜は野生に帰り、道路や町には草が茂り、忌まわしいロンドンは湖や有毒の沼地と化している。第二章以降は、原始に戻った大地と社会を舞台にした単純な冒険となるが、破滅後のイングランドの説得力を持った描写には後のサイエンス・フィクションに共通するものがある。スティーブン・ヴィンセント・ベネーの1937年の短編小説『バビロンの水のほとりに』では、同様に謎の災厄で廃墟となったニューヨークを舞台に、若者が成人になるための冒険が描かれている。

## 心地よい破滅
第二次世界大戦後のイギリスのSF小説家の間では、破滅後を描いたフィクションが大流行した。これらの多くに共通する特徴は「心地よい破滅」（cosy catastrophe）と呼ばれる。
「心地よい破滅」という語は、もともとイギリスのSF小説家・評論家のブライアン・オールディスが、SF史を概説した書籍『十億年の宴』の中で、当時の破滅ものSFの典型を揶揄して用いた言葉である。彼の批判した典型的な破滅ものの筋書きとは、我々の文明が崩壊し、一握りの生存者を除いてばたばたと人が死ぬ絶望的な状況にもかかわらず、主人公ら生存者たちは遠く離れた安全地帯にいて災厄を傍観していたり、無人の都市で残されたぜいたく品をあさるなどある面で楽しい冒険をしたりし、最終的には自分たちの文明観をもとにささやかなコミュニティを再建して、破滅の起こった原因や文明が滅んだ原因に対して達観した立場から考察を加える、というものだった。イギリスの小説家ジョン・ウィンダムの著作『トリフィドの日』は、流星雨のあとで世界の人口のほとんどが目が見えなくなり、主人公をはじめ流星雨を見なかった人たちが社会の崩壊や疫病、食人植物と戦いながら地方へ逃れる話であるが、オールディスがこれらの破滅ものを批判する際に代表として挙げている。
「心地よい破滅」は戦後イギリスの終末ものSFの典型として語られるが、その初期の形態は、1890年にアメリカの政治家・小説家イグネイシャス・ロヨラ・ドネリー（Ignatius L. Donnelly）が「Edmund Boisgilbert」の変名で発行した小説『Caesar's Column』にすでに見られる。この小説では20世紀末を舞台にし、世界を覆った寡占に対して労働者が起こした暴動により文明が崩壊する様を描くが、主人公はウガンダの高地に建設されたヨーロッパ人の入植地にいて難を逃れている。また1900年頃に書かれ流行した災害小説の一種で、より限定した範囲での破滅を描いたもの（たとえば火山噴火がロンドンとテムズ川流域を破壊する『テムズ・ヴァレイの大災害』〈グラント・アレン〉、大火災の煙と霧が合わさって人間を窒息させる黒いスモッグを起こす『The Four Day's Night』〈フレッド・M・ホワイト〉など）も「心地よい破滅」と呼ばれる。その「心地よさ」は破滅の範囲が非常に限られていること、主人公はどこか安全な場所で難を逃れて破滅を見ていることから来ている。

## その他の終末もの

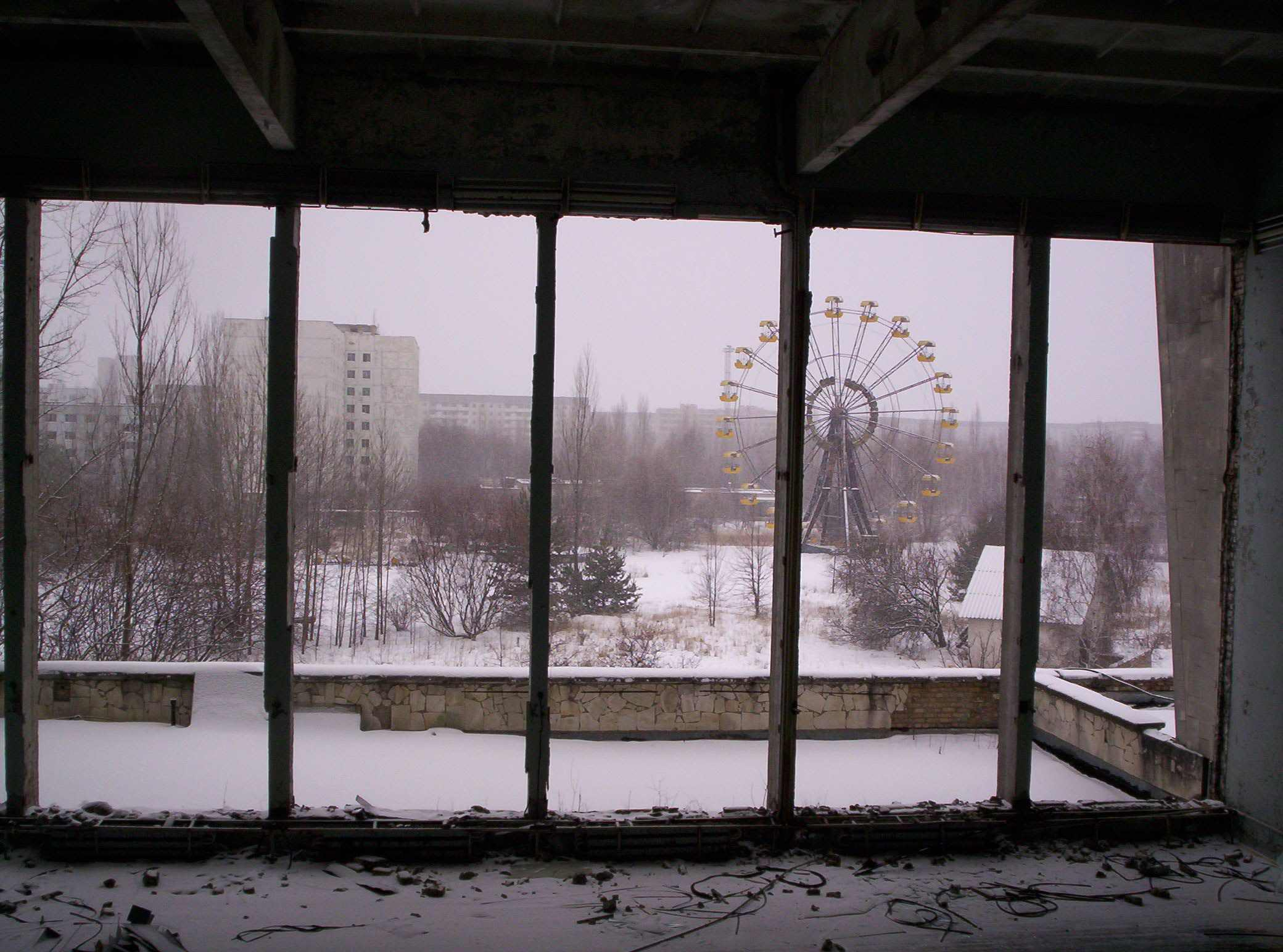
チェルノブイリ原子力発電所事故で無人となったチョルノーブィリ近郊の町プリピャチ。人間が住まなくなった市街地は緩やかに荒廃し雑草や植物に埋もれつつある。地球から人類が根こそぎいなくなれば、長く残存するプラスチックや放射性物質などを残しつつ、無人の大都市はほぼ自然に埋もれて消えていくと考えられる。

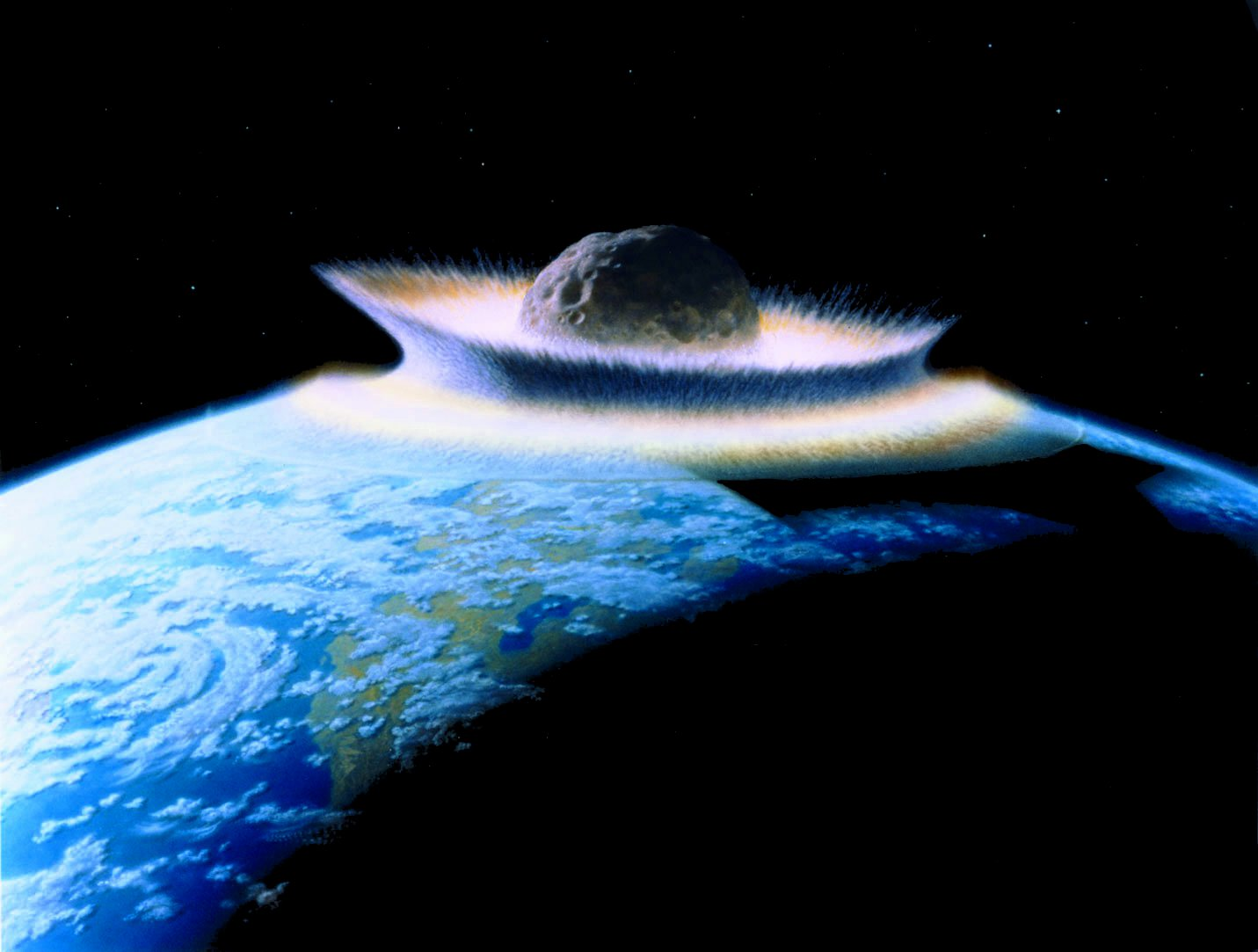
地球への小惑星の衝突。原始地球では大きな小惑星との衝突がたびたび起こったと推測されるが、終末ものでは近い将来の人類社会を巨大隕石や小惑星が襲う様を描くことがある

冷戦時代には、原子力が絶対的な力の象徴として描かれ、特に核戦争によって世界が終末を迎えるというタイプの終末ものが強く支持された。ネビル・シュートの小説で映画化もされた『渚にて』（1957年）などのように、近未来の核戦争による絶滅や破滅を描いたものが多く書かれた。一方で、破滅後の世界で、ミュータント、宇宙人、最終兵器などと戦う、冒険小説的なものも書かれた。アンドレ・ノートンの『Star Man's Son』（別名 Daybreak 2250、1952年）は、放射能に汚染された大地で、青年がテレパシーを持つ猫の助けを借りながらミュータントたちと戦い、かつての文明の失われた知識を求めてアーサー王の聖杯探しのような旅に出る様を描く。この小説は後の破滅ものに大きな影響を与え、ほとんど語り直しのような小説が無数に出版される原型となった。
終末もののフィクションでは、未知の疫病や人工の疫病、彗星や隕石の衝突、気候変動や環境破壊、経済破綻や暴動、宇宙人の侵略や超自然的な存在による破壊、機械やロボットの反乱、太陽の膨張、人類の種族としての絶滅など、様々な原因による終末や破滅が描かれる。破滅後を舞台にしたものでは、生存者の苦闘を描くもの、民兵や宗教組織が抑圧的な社会を築いているもの、西洋の中世程度に文明が後退した世界で破滅前の文明の遺物を巡って戦うものなどがある。また、破滅そのものよりも、迫る破滅直前の人心荒廃にテーマを置くものもある。

## 日本における終末もの
1970年代
日本でも1960年代末期から1970年代にかけ、高度経済成長と石油ショックがもたらした公害や急激な社会不安などから、終末ものフィクション（SF小説やSF漫画）、終末予言（五島勉の『ノストラダムスの大予言』など）が大流行した。
1980年代
1980年代から1990年代初期にかけては、冷戦の再激化や核事故（特にスリーマイル島原子力発電所事故やチェルノブイリ原子力発電所事故）などを受けて、『北斗の拳』『風の谷のナウシカ』『女神転生シリーズ』『メタルマックスシリーズ』といった、核戦争や核事故などで死に絶えた世紀末前後の世界が舞台として描かれるフィクション作品が増え、『タイムリミット』（『超人機メタルダー』ED曲）など世界の終末を示唆する歌曲も制作された。
この外にも、異星の機械生命体に占領された後の地球が舞台の『機甲創世記モスピーダ』、機械生命体が人類の撲滅を狙って戦争を起こす『ドラえもん のび太と鉄人兵団』、異星人による侵略と冷戦の地球外への拡大が融合した『蒼き流星SPTレイズナー』、人類文明の撲滅を企図する人外の呪術組織を描いた『仮面ライダーBLACK』なども制作された。また、『∀ガンダム』のように、文明崩壊寸前に難を逃れたごく一部の人々が荒廃した地球とは別に、高度文明を継承している場合もある。この場合主人公と敵対することが多い。
1990年代以後
1990年代後半になると、『新世紀エヴァンゲリオン』で見られる「世界の終末」と「主人公とヒロインの狭い関係性」を直接的に結び付けるローカル事情が世界の趨勢を左右する「セカイ系」と呼ばれる作品が多数出現している。『エヴァンゲリオン』に参加したアニメーターの磯光雄は、「（『鉄腕アトム』や『ドラえもん』の頃の科学礼賛の）振り子が逆へ振れて、科学技術を否定する文脈ばかり流通する。『ターミネーター』のようなディストピアSFがはやる」「昨今（2020年当時）のアニメ界隈では、科学技術はダサいとまで言われるんです。優秀な後輩にね、宇宙ダサイ、AIダサイ、SFダサイと面と向かって言われたこともあります（苦笑）。でもそろそろそういった偏見のほうが年をとって疲労してる気がするんですよ。」と述べている。